# Григорій Тароніт
Григорій Тароніт (д/н — 995/996) — військовий діяч Візантійської імперії. Став засновником роду Таронітів.

## Життєпис
Походив з таронської гілки вірменської династії Багратуні. Син Ашота III, князя Тарону. Про дату народження нічого невідомо. Спочатку отримав ім'я Григор, яке згодом змінив на Григорій (за візантійським типом). У 967 році після смерті батька разом із братом Багратом II стає князем Григором II, але у 968 році на вимогу імператора Никифора II вимушений був передати князівство Візантійській імперії, де було утворено фему Тарон. Натомість отримав маєтності в фемах Харсіан і Арменіакон з титулом патрикія. Водночас зберіг землі та вплив у Тароні.
У 976 році разом із братом підтримав повстання візантійського військовика Барди Скліра. Після його придушення у 979 році втратив усі володіння в Тароні, а самого Григорія відправлено до феми Халдія. Згодом отримав титул магістра. Тут у 988 році на чолі найманих загонів та частини фемного війська протистояв Никифору Фоці Баритрахелу, сину повсталого військовика Барди Фоки. Тароніт зазнав поразки від Баритрахела та його союзників грузин Давида III, царя Тао-Кларджеті.
У 990 році Тароніта було переведно на Балкани, де той брав участь у війні проти Болгарського царства. У 991 році Григорій зайняв фортеці Верія. Того ж року призначається дукою Фессалонік, йому було підпорядковано війська фем Фессалоніки, Вероя, Стрімон. Втім у битві біля Фессалонік 995 або 996 року Григорій Тароніт зазнав поразки від болгарського війська й загинув.

## Родина
- Ашот (д/н—бл. 998), дука Діррахія
- Ірина, дружина Романа Сароніта